# (7320) Potter
(7320) Potter (1978 TP6) – planetoida z pasa głównego asteroid okrążająca Słońce w ciągu 5,52 lat w średniej odległości 3,12 j.a. Odkryta 2 października 1978 roku.